# Juno-díj
A Juno-díj (Juno Award) egy évente átadott kanadai zenei díj előadók és együttesek részére, mellyel azok művészi és technikai teljesítményét ismerik el. A győzteseket a Canadian Academy of Recording Arts and Sciences szervezet tagjai vagy egy szakértő csoport választja meg a díj tárgyától függően. A legtöbb fontosabb kategóriában, mint az év albuma vagy az év művésze, a jelöltek az adott évek lemezeladási eredményei alapján kerülnek ki műfajonként kategóriákra bontva.

## Történelem

### 1970-es évek
A hivatalos Juno-díj átadóünnepségek létrejötte előtt az RPM magazin 1964-ben egy felmérést készített olvasói között, hogy mely művészeket és együtteseket tartják Kanada legjobbjainak. A felmérés eredményei minden év decemberében jelentek meg az RPM magazinban.
Stan Klees lemezkiadó-tulajdonos találkozott az RPM alapítójával, Walt Grealisszel, hogy megtervezzenek egy hivatalos díjátadó rendezvényt a zeneipar számára. A magazinban való megjelenés helyett díjátadó ünnepséget hoztak létre, az elsőt Gold Leaf Awards néven 1970. február 23-án rendezték meg Torontóban.
Az RPM még abban az évben olvasóitól kért ötleteket, hogy új nevet találjanak ki a díjnak. A "Juneau" nevet fogadták el Pierre Juneau, a Canadian Radio-Television Commission első igazgatója után. A nevet végül 1971-ben Juno-ra rövidítették, a rendezvények pedig Juno Awards néven kerültek megrendezésre.
1970 és 1973 között a győztesek nevét a díjátadó ünnepséget megelőző estén az RPM magazinban közölték. 1974-ben a zeneipar képviselői létrehoztak egy tanácsadó bizottságot a Juno-díjakhoz (Canadian Music Awards Association). Ez a szervezet látta el a Juno-díj átadások szervezését, működtetését 1977-től Canadian Academy of Recording Arts and Sciences (CARAS) néven. A rendezvényeket először 1975-től közvetítette a CBC televíziós csatorna Kanadában.

### 1980-as évek
Kezdetben a díjakat az év elején adták át. 1984-ben egészen decemberig halasztották a szervezők, és a következő három év során így is maradt. 1988-ban döntöttek arról, hogy visszahelyezik év elejére, így abban az évben a ceremónia kimaradt, a következőt 1989 márciusában tartották.

### 1990 után
1996-ban egy négy CD-t tartalmazó kiadvány jelent meg Oh What a Feeling: A Vital Collection of Canadian Music címen a Juno-díj létrejöttének 25. évfordulója alkalmából, melyen kanadai művészek népszerű dalai hallhatók. 2001-ben, a 30. évfordulóra egy újabb négylemezes szett jelent meg, 2006-ban a 35. évfordulóra ismét kiadtak egy kollekciót.
A közvetítés joga 2002-től a CTV csatornához került. 2006-tól az Egyesült Államokban az MTV2, és különböző Music Television-csatornákon más nemzetek is sugározzák.
2006-tól egy humanitárius díjat is átadnak évente, melyet elsőként Bruce Cockburn kapott meg.
A 2007-es rendezvény házigazdája Nelly Furtado volt, aki a Juno-díj történelmében az első olyan jelölt volt, aki minden jelölését díjra is váltotta, köztük a két legjelentősebb, az év albuma és az év művésze díjat is megszerezve.

## Jelölési folyamat
A jelölteket minden évben egy 13-14 hónapos időszak alapján választják. Például a 2010-es rendezvényt esetében 2008. szeptember 1. és 2009. november 13. között. Az év nemzetközi albuma kategórián kívül minden más kategória jelöltje csak olyan kanadai zenész lehet, aki a jelölési időszak utolsó hat hónapjában Kanadában élt és kanadainak minősül születése, útlevele vagy beutazási státusza alapján.
A jelölés időszak lezárása után a CARAS tagjai kialakítják a jelöltek listáját minden kategóriában. Az év albuma és az év nemzetközi albuma kategóriák jelöltjei az éves lemezeladási adatok alapján kerülnek ki. Az év új művésze, az év új együttese, az év rockalbuma és az év popalbuma kategóriák jelöltjei az eladási adatok és egy zsűri szavazataiból együtt kerülnek ki. Az év művésze és az év együttese kategóriákban pedig az eladási adatok és a CARAS tagok szavazatai alapján készül a jelöltek listája.
A jelöltek nyilvánosságra hozatala után következik a szavazás a győztesekre. A Juno Fan Choice Award győztesére a közönség szavaz, míg a többi kategóriában a CARAS tagjai, egyes kategóriákban pedig egy összeválogatott CARAS-zsűri szavaz.
2010-ben a szavazást a PricewaterhouseCoopers könyvvizsgáló cég ellenőrizte.

## Díj

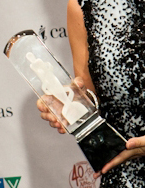
Az új trófea

Az első Juno-trófeát Stan Klees tervezte 1970-ben, mely egy  46 centiméteres diófa metronóm volt. Miután 1975-től a televízió is közvetítette a rendezvényeket, a szobrot fa helyett akrilból készítették. Az évek során kisebb változások még történek, köztük egy méretcsökkenés a könnyebb tarthatóság kedvéért, illetve külseje is változott időnként, például a 25. évfordulós eseményen egy különleges 1996-os emblémával bővült.
2000-ben több producer bírálta a díjat, hogy az nem elég attraktív a televíziós megjelenéshez, ezért a CARAS megbízta Shirley Elfordot egy új trófea megtervezésével. Három tervezet készült, kettő a korábbi mintájára, és egy teljesen új. Ez utóbbit – egy üveg emberalak nikkel spirállal körülvéve alumínium talapzaton – fogadták el. A ceremóniák során néhány bemutatódarab forgott körbe, majd néhány hónapon belül a győztesek megkapták a személyükre szóló szobrot Elfordtól.
Elford később betegsége miatt nem tudta már elkészíteni a személyre szóló szobrokat. 2010 októberében a CARAS új szoborral jelentkezett: egy átlátszó tömbben Elford spirálos emberalakja lézergravírozással. A művész 2011 novemberében meghalt.

## Rendezvények
A Juno-díj átadóünnepségeket 1991-ig csak Torontóban rendezték meg, azóta Kanada több más városában is megrendezésre került.
|      |                                   |                                      |                                   |                                       |                                   |
| Év   | Dátum                             | Város                                | Helyszín                          | Házigazda                             | Közvetítette                      |
| 1970 | február 23.                       | Toronto                              | St. Lawrence Hall                 | George Wilson                         |                                   |
| 1971 | február 22.                       | Toronto                              | St. Lawrence Hall                 | George Wilson                         |                                   |
| 1972 | február 28.                       | Toronto                              | Inn on the Park                   | George Wilson                         |                                   |
| 1973 | március 12.                       | Toronto                              | Inn on the Park                   | George Wilson                         | CBC Radio                         |
| 1974 | március 25.                       | Toronto                              | Inn on the Park                   | George Wilson                         |                                   |
| 1975 | március 24.                       | Toronto                              | Canadian National Exhibition      | Paul Anka                             | CBC                               |
| 1976 | március 15.                       | Toronto                              | Ryerson University                | John Allan Cameron                    | CBC                               |
| 1977 | március 16.                       | Toronto                              | Fairmont Royal York               | David Steinberg                       | CBC                               |
| 1978 | március 28.                       | Toronto                              | Harbour Castle Hilton             | David Steinberg                       | CBC                               |
| 1979 | március 21.                       | Toronto                              | Harbour Castle Hilton             | Burton Cummings                       | CBC                               |
| 1980 | április 2.                        | Toronto                              | Harbour Castle Hilton             | Burton Cummings                       | CBC                               |
| 1981 | február 5.                        | Toronto                              | O'Keefe Centre                    | Andrea Martin                         | CBC                               |
| 1982 | április 14.                       | Toronto                              | Harbour Castle Hilton             | Burton Cummings                       | CBC                               |
| 1983 | április 5.                        | Toronto                              | Harbour Castle Hilton             | Burton Cummings, Alan Thicke          | CBC                               |
| 1984 | december 5.                       | Toronto                              | Exhibition Place                  | Joe Flaherty, Andrea Martin           | CBC                               |
| 1985 | november 4.                       | Toronto                              | Westin Harbour Castle Hotel       | Andrea Martin, Martin Short           | CBC                               |
| 1986 | november 10.                      | Toronto                              | Westin Harbour Castle Hotel       | Howie Mandel                          | CBC                               |
| 1987 | november 2.                       | Toronto                              | Hummingbird Centre                | Howie Mandel                          | CBC                               |
| 1988 | Nem volt Juno-díj átadórendezvény | Nem volt Juno-díj átadórendezvény    | Nem volt Juno-díj átadórendezvény | Nem volt Juno-díj átadórendezvény     | Nem volt Juno-díj átadórendezvény |
| 1989 | március 12.                       | Toronto                              | Hummingbird Centre                | Andre-Philippe Gagnon                 | CBC                               |
| 1990 | március 18.                       | Toronto                              | Hummingbird Centre                | Rick Moranis                          | CBC                               |
| 1991 | március 3.                        | Vancouver                            | Queen Elizabeth Theatre           | Paul Shaffer                          | CBC                               |
| 1992 | március 29.                       | Toronto                              | Hummingbird Centre                | Rick Moranis                          | CBC                               |
| 1993 | március 21.                       | Toronto                              | Hummingbird Centre                | Céline Dion                           | CBC                               |
| 1994 | március 20.                       | Toronto                              | Hummingbird Centre                | Roch Voisine                          | CBC                               |
| 1995 | március 26.                       | Hamilton (Ontario)                   | Copps Coliseum                    | This Hour Has 22 Minutes stábja       | CBC                               |
| 1996 | március 10.                       | Hamilton (Ontario)                   | Copps Coliseum                    | Anne Murray                           | CBC                               |
| 1997 | március 9.                        | Hamilton (Ontario)                   | Copps Coliseum                    | Jann Arden                            | CBC                               |
| 1998 | március 22.                       | Vancouver                            | General Motors Place              | Jason Priestley                       | CBC                               |
| 1999 | március 7.                        | Hamilton (Ontario)                   | Copps Coliseum                    | Mike Bullard                          | CBC                               |
| 2000 | március 12.                       | Toronto                              | Rogers Centre                     | The Moffatts                          | CBC                               |
| 2001 | március 4.                        | Hamilton (Ontario)                   | Copps Coliseum                    | Rick Mercer                           | CBC                               |
| 2002 | április 14.                       | St. John's (Új-Fundland és Labrador) | Mile One Stadium                  | Barenaked Ladies                      | CTV                               |
| 2003 | április 6.                        | Ottawa                               | Scotiabank Place                  | Shania Twain                          | CTV                               |
| 2004 | április 4.                        | Edmonton                             | Rexall Place                      | Alanis Morissette                     | CTV                               |
| 2005 | április 3.                        | Winnipeg                             | MTS Centre                        | Brent Butt                            | CTV                               |
| 2006 | április 2.                        | Halifax (Új-Skócia)                  | Halifax Metro Centre              | Pamela Anderson                       | CTV                               |
| 2007 | április 1.                        | Saskatoon (Saskatchewan)             | Credit Union Centre               | Nelly Furtado                         | CTV                               |
| 2008 | április 6.                        | Calgary                              | Pengrowth Saddledome              | Russell Peters                        | CTV                               |
| 2009 | március 29.                       | Vancouver                            | General Motors Place              | Russell Peters                        | CTV                               |
| 2010 | április 18.                       | St. John's (Új-Fundland és Labrador) | Mile One Centre                   | nem volt                              | CTV                               |
| 2011 | március 27.                       | Toronto                              | Air Canada Centre                 | Drake                                 | CTV                               |
| 2012 | április 1.                        | Ottawa                               | Scotiabank Place                  | William Shatner                       | CTV                               |
| 2013 | április 21.                       | Regina (Saskatchewan)                | Brandt Centre                     | Michael Bublé                         | CTV                               |
| 2014 | március 30.                       | Winnipeg, Manitoba                   | MTS Centre                        | Classified, Johnny Reid, Serena Ryder | CTV                               |
| 2015 | március 15.                       | Hamilton (Ontario)                   | FirstOntario Centre               | még nincs info                        | CTV                               |